# Tumerozetes pumilis
Tumerozetes pumilis är en kvalsterart som beskrevs av Hammer 1966. Tumerozetes pumilis ingår i släktet Tumerozetes och familjen Tumerozetidae. Inga underarter finns listade i Catalogue of Life.